# Віт Ствош
Віт Ствош (пол. Wit Stwosz, нім. Veit Stoß), 1447 або 1448 — 1533) — німецький і польський скульптор, художник, ритівник. Один з найвидатніших митців пізньої готики, представник Північного Відродження.

## Біографія
Народився близько 1448 року під містечком Горб-на-Некарі, що у Швабії. З 1477 по 1496 роки працював у Кракові, згодом — в Нюрнберзі.
Помер в 1533 році у Нюрнберзі, похований на місцевому цвинтарі Святого Йоганна.
Художня спадщина Віта Ствоша була продовжена його сином Станіславом.

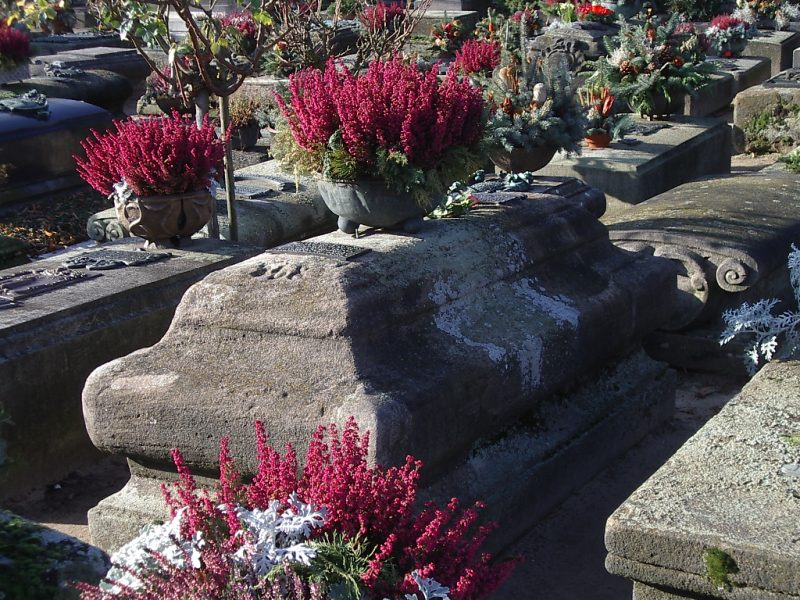
Надгробок могили Віта Ствоша у Нюрнберзі

## Творчість
На Ствоша справили значний вплив роботи нідерландського художника ван дер Вейдена, що було особливо помітним під час краківського періоду його творчості.

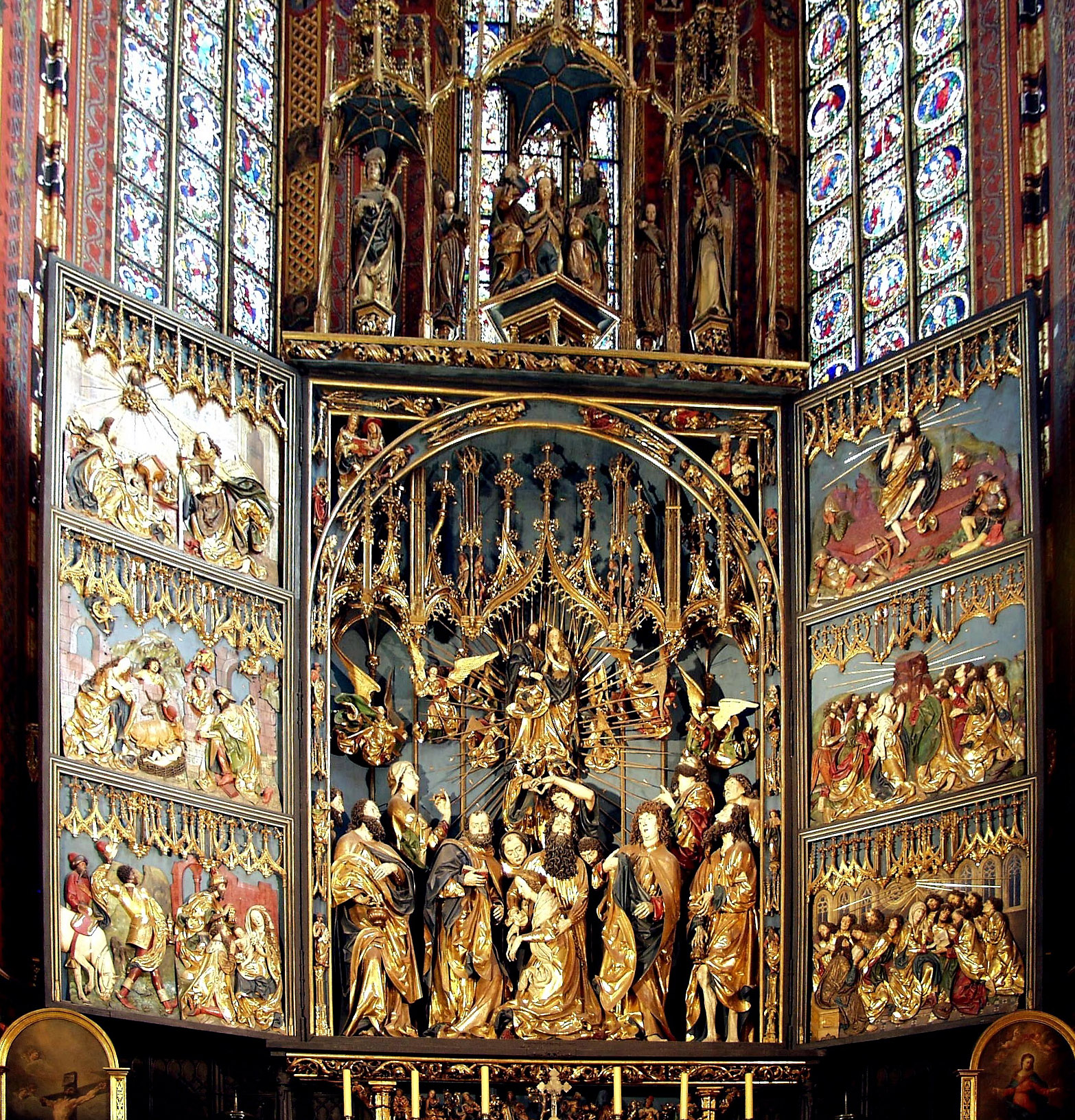
Вівтар Віта Ствоша в церкві св. Марії у Кракові

- Вівтар Маріацького костелу у Кракові (1477—1489)
- Надгробок Казимира IV Ягеллончика у кафедральному соборі на Вавелі (близько 1492 року)
- Надгробок єпископа Збігнева Олесницького в Гнєзно (1495)
- Вівтар кармелітського костелу в Нюрнберзі (тепер — в соборі Бамберга) (1523)
- Надгробок куявського єпископа Пйотра з Бніна Мошинського в базиліці міста Влоцлавек (замовник Філіппо Буонаккорсі, або Каллімах[7]).

## Галерея основних робіт

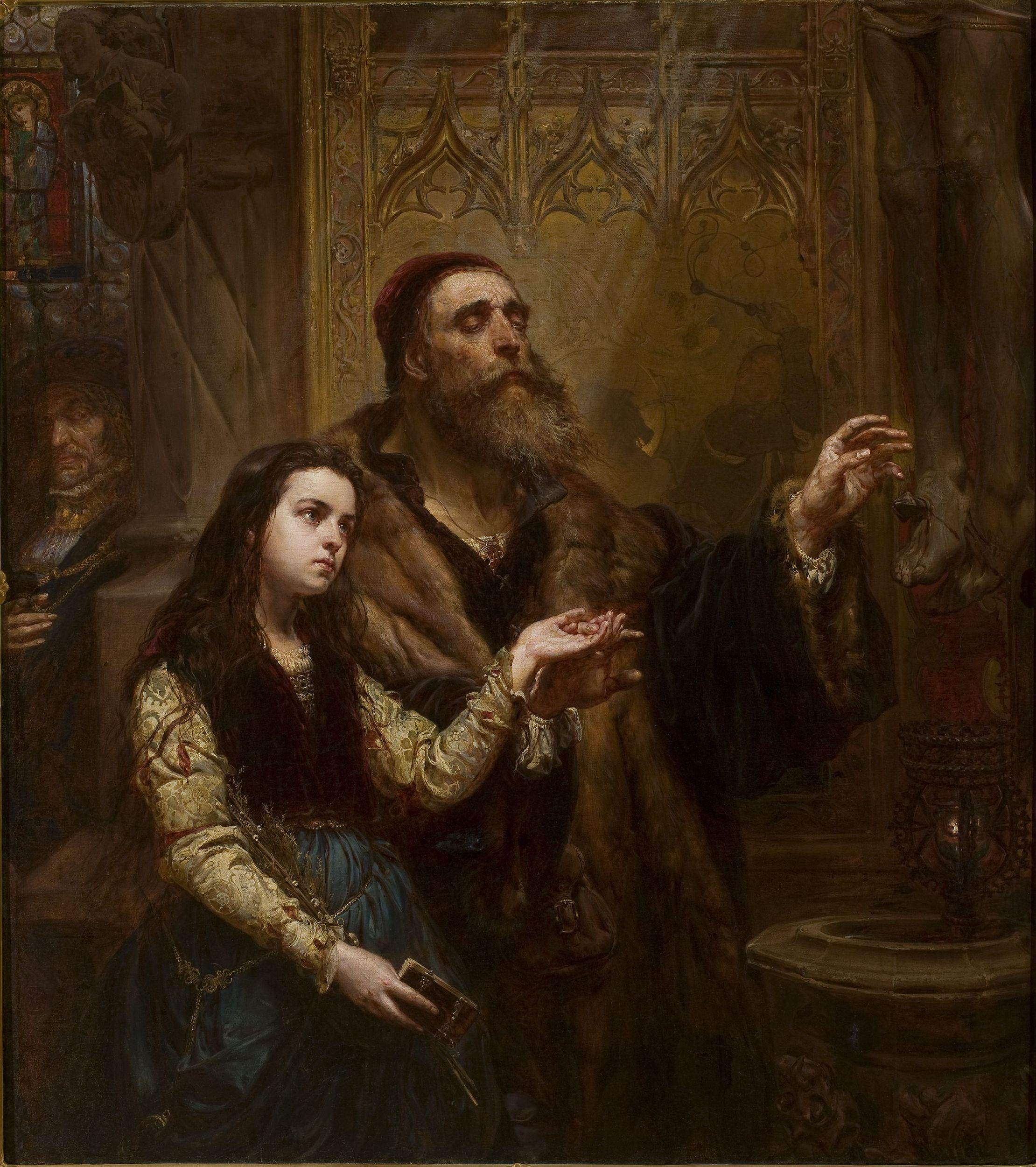
«Сліпий Віт Ствош з онучкою» на картині Яна Матейка
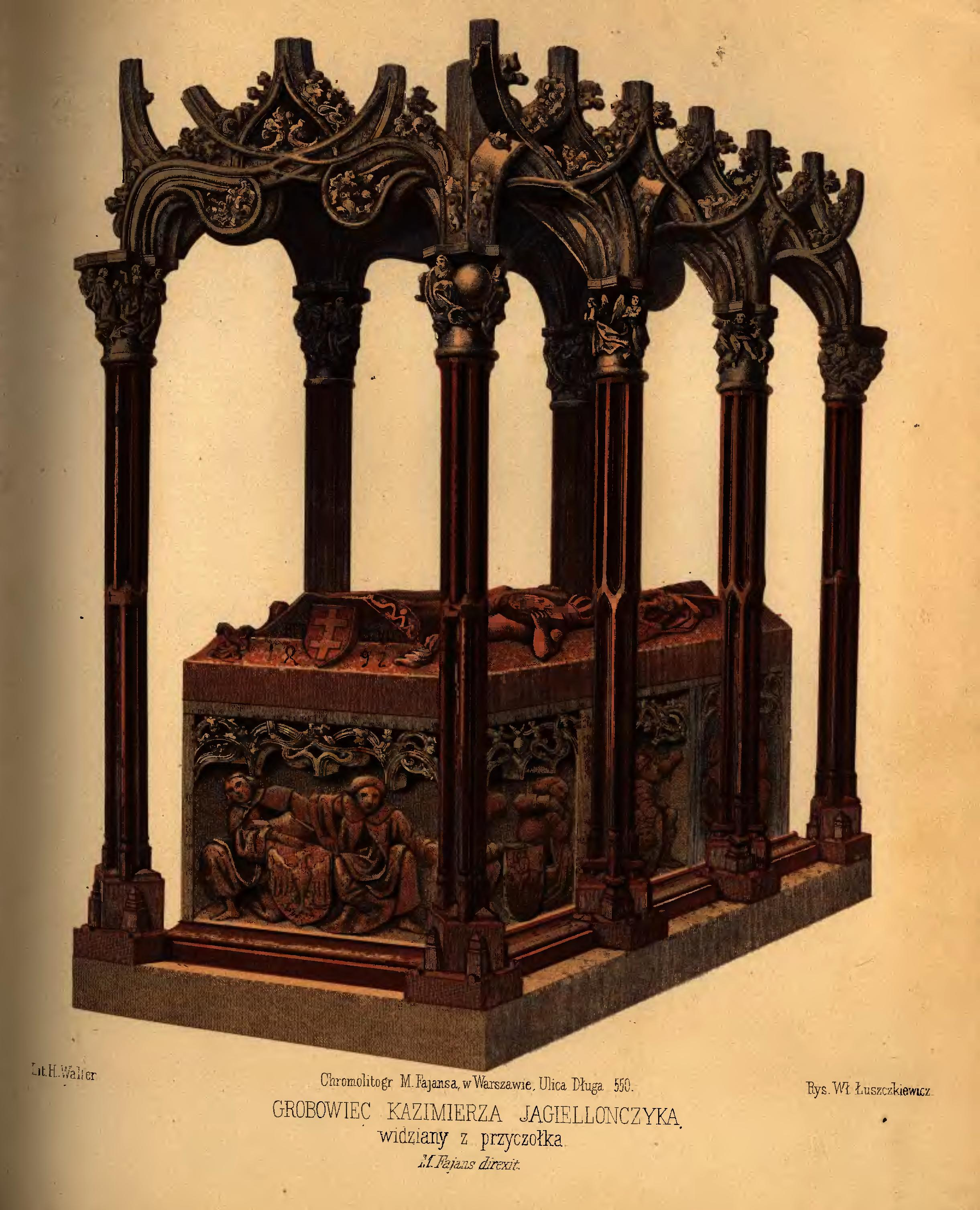
Надгробок Казимира IV Ягеллончика у Вавелі
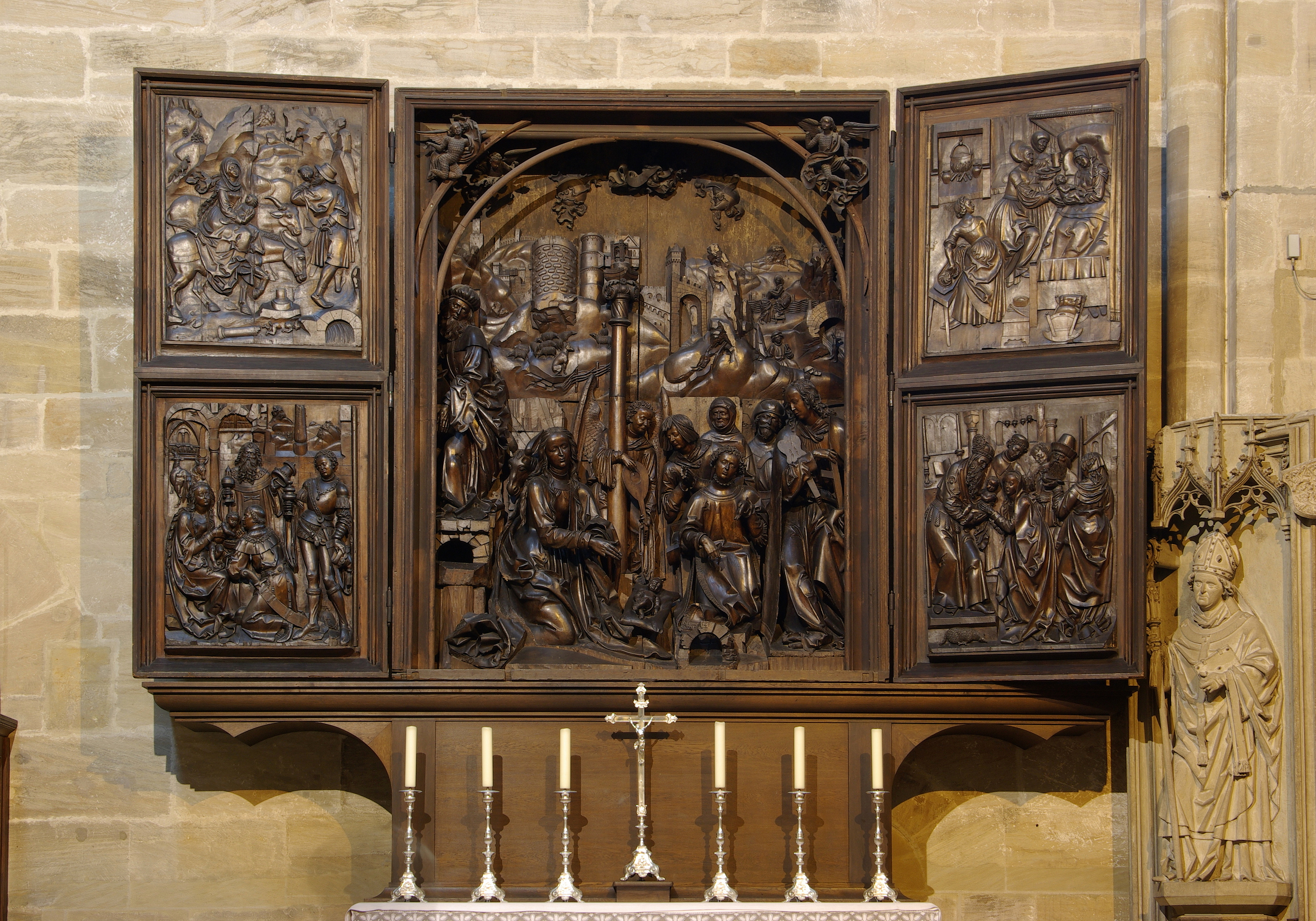
Бамберзький вівтар
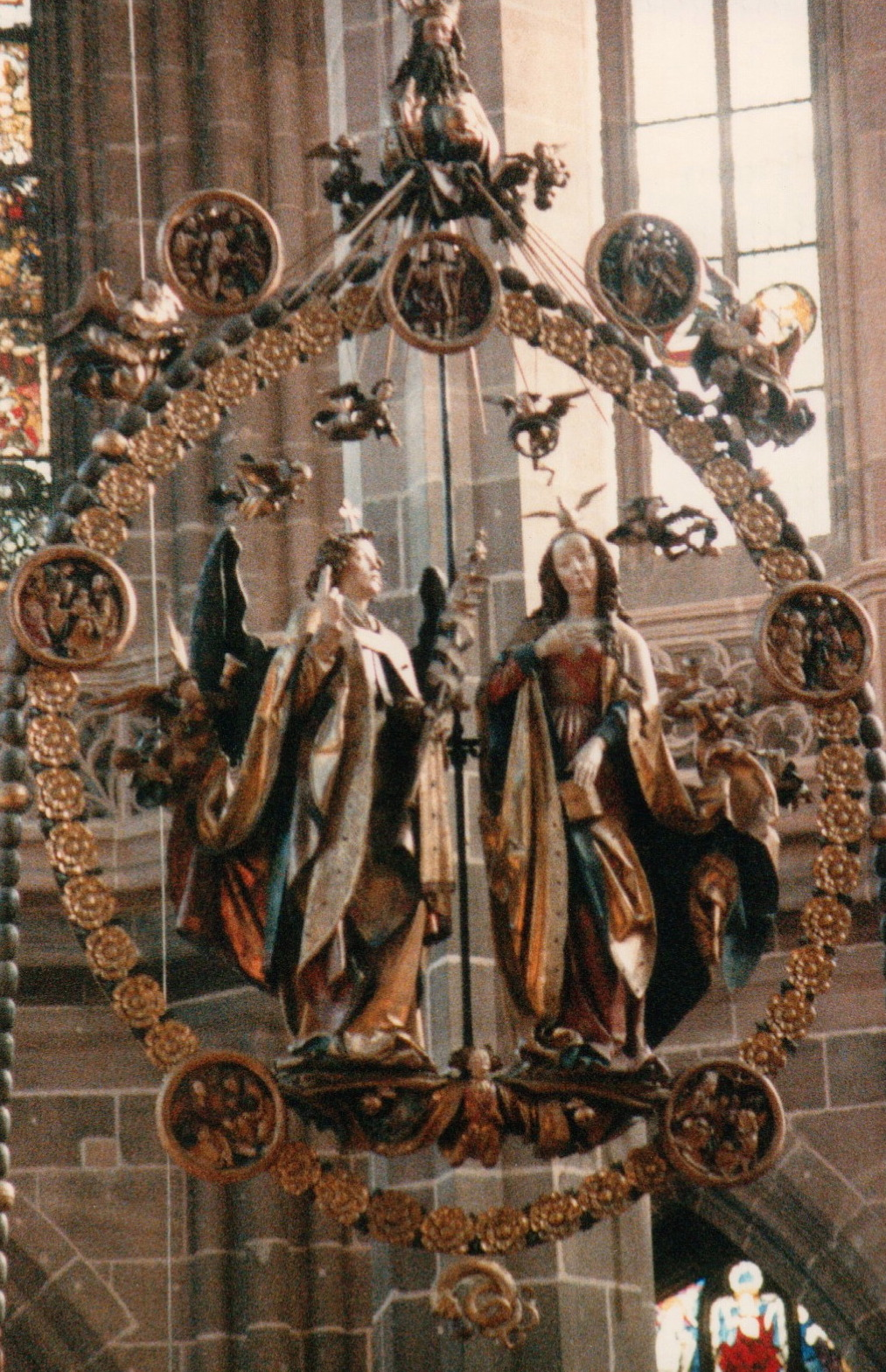
«Благовіщення» в церкві Святого Себальда у Нюрнберзі